# Кантональний банк

Асоціація швейцарських кантональних банків

Кантональний банк — банк, що перебуває у власності кантону. Кантональні банки відрізняються між собою правовою та організаційною структурою. У Швейцарії діють 24 кантональні банки: по одному в кожному кантоні, окрім Золотурну та Аппенцелль-Ауссерродену. Перші кантональні банки розпочали діяльність у XIX столітті.
Кантональні банки є важливою частиною банківського сектору Швейцарії, на їхню частку припадає близько 30 % банківських активів країни. Сукупно вони мають 1250 банкоматів. Банки надають усі основні види банківських послуг, однак найбільше значення мають іпотечне кредитування (60 % активів становлять іпотечні позики) та ощадні рахунки. Депозити в кантональних банках гарантуються урядами відповідних кантонів, за винятком Banque Cantonale de Genève, що має лише часткову гарантію, а також Berner Kantonalbank і Banque Cantonale Vaudoise, які не мають гарантії від уряду.

## Список кантональних банків
Кантональні банки та їхні фінансові показники станом на кінець 2022 року: активи, виручка (сума чистого процентного доходу та комісійних надходжень) і чистий прибуток.
| Кантональний банк                    | Рік заснування | Річний баланс, млн CHF | Виторг, млн CHF | Чистий прибуток, млн CHF |
| ------------------------------------ | -------------- | ---------------------- | --------------- | ------------------------ |
| Aargauische Kantonalbank             | 1913           | 38 145                 | 395,4           | 179,0                    |
| Appenzeller Kantonalbank             | 1899           | 4073                   | 41,2            | 12,0                     |
| Banca dello Stato del Cantone Ticino | 1915           | 18 620                 | 246,2           | 64,4                     |
| Banque Cantonale de Genève           | 1816           | 30 034                 | 418,7           | 176,0                    |
| Banque Cantonale du Jura             | 1979           | 4265                   | 47,1            | 10,2                     |
| Banque Cantonale Neuchâteloise       | 1883           | 11 306                 | 128,3           | 42,6                     |
| Banque Cantonale Vaudoise            | 1845           | 59 397                 | 807,8           | 388,3                    |
| Basler Kantonalbank                  | 1899           | 55 229                 | 524,8           | 139,3                    |
| Basellandschaftliche Kantonalbank    | 1864           | 34 773                 | 374,3           | 130,2                    |
| Berner Kantonalbank                  | 1834           | 39 757                 | 424,3           | 159,6                    |
| Freiburger Kantonalbank              | 1892           | 27 325                 | 294,4           | 141,1                    |
| Glarner Kantonalbank                 | 1884           | 8585                   | 87,8            | 25,3                     |
| Graubündner Kantonalbank             | 1870           | 33 253                 | 435,7           | 207,5                    |
| Luzerner Kantonalbank                | 1850           | 56 980                 | 509,4           | 226,6                    |
| Nidwaldner Kantonalbank              | 1879           | 6475                   | 65,7            | 16,0                     |
| Obwaldner Kantonalbank               | 1886           | 5850                   | 61,2            | 13,8                     |
| Schaffhauser Kantonalbank            | 1883           | 9183                   | 126,5           | 55,3                     |
| Schwyzer Kantonalbank                | 1890           | 23 641                 | 226,4           | 79,9                     |
| St.Galler Kantonalbank               | 1868           | 40 824                 | 467,6           | 183,8                    |
| Thurgauer Kantonalbank               | 1871           | 33 286                 | 327,1           | 147,8                    |
| Urner Kantonalbank                   | 1915           | 3646                   | 42,0            | 17,1                     |
| Walliser Kantonalbank                | 1917           | 19 313                 | 228,5           | 72,9                     |
| Zuger Kantonalbank                   | 1892           | 18 614                 | 171,2           | 97,2                     |
| Zürcher Kantonalbank                 | 1870           | 199 791                | 2328,7          | 1058,7                   |
| Кантональні банки разом              |                | 782 368                | 8836,5          | 3644,6                   |